# Vespasiano (Minas Gerais)
Vespasiano es un municipio brasileño del estado de Minas Gerais. Cubre un área de 70 km² y tiene una población de 104 612 habitantes.

## Administración
- Alcalde: Carlos Murta (2009/2010)

## Facilidades
En Vespasiano se encuentra la sede deportiva "Centro de Entrenamiento Cidade do Galo", propiedad y casa del club Atlético Mineiro. En ese predio es donde se entrenó Argentina para la Copa Mundial de Fútbol Brasil 2014. El municipio está ubicado a 15 kilómetros del Aeropuerto Internacional Tancredo Neves. En este municipio se encuentra además la facultad de medicina FASEH (Faculdade da Saúde e Ecologia Humana).